# Олександрівка (Уманський район)
Олекса́ндрівка — село в Україні, в Жашківській міській громаді Уманського району Черкаської області. Розташоване на обох берегах річки Молочна (притока Росі) за 12 км на північний захід від міста Жашків. Населення становить 801 особа, 

## Історія
Недалеко від Широкого шляху в напрямку Кривчунки, де бере початок річка Молочна, є урочище Сотнисько. Старожили ще пам'ятають там земляні вали та рови. Там жив сотник Білоцерківського полку Олександр разом зі своєю сотнею. Очевидно, це урочище було укріпленням XVII століття, за яким несла службу сотня Олександра. А поселення вздовж берегів річки Молочна одержало назву Олександрівка.
Жашківський базар славився торгівлею кіньми. Особливо цей промисел припав до душі циганам, які часто викрадали коней і тут же на базарі продавали. Щоб уникнути «циганської пригоди», сотник Олександр таємно утримував своїх коней у сусідньому поселенні Тайниця. 
Село постраждало внаслідок геноциду українського народу, проведеного окупаційним урядом СРСР 1932-1933 та 1946–1947 роках.
160 мешканців села брали участь у боях радянсько-німецької війни, 108 з них загинули, 81 нагороджені орденами й медалями. На їх честь в селі споруджено обеліск Слави.
23 серпня 1960 року Олександрівська сільська рада Київської області передана до складу Черкаської області.
Станом на початок 70-х років ХХ століття в селі розміщувалась центральна садиба колгоспу «Україна», за яким було закріплено 2042,1 га сільськогосподарських угідь, у тому числі 1858,4 га орної землі. В господарстві вирощували зернові і технічні культури, було розвинуте м'ясо-молочне тваринництво. Працювали млин, пилорама, майстерня з ремонту техніки.
Також на той час працювали восьмирічна школа, клуб, бібліотека з фондом 8 тисяч книг, фельдшерсько-акушерський пункт з пологовим відділенням, дитячі ясла, магазин.
У 1989 році село газифіковано. Кількість дворів — 297.
3 червня 2018 року у Олександрівці освячено новозбудований храм УПЦ КП (ПЦУ) на честь Покрови Пресвятої Богородиці.

## Місцеві роди
Михалевські герба Корчак.

## Відомі люди
- Загородній Олександр Володимирович (* 1990) — український військовик, учасник російсько-української війни.

## Галерея

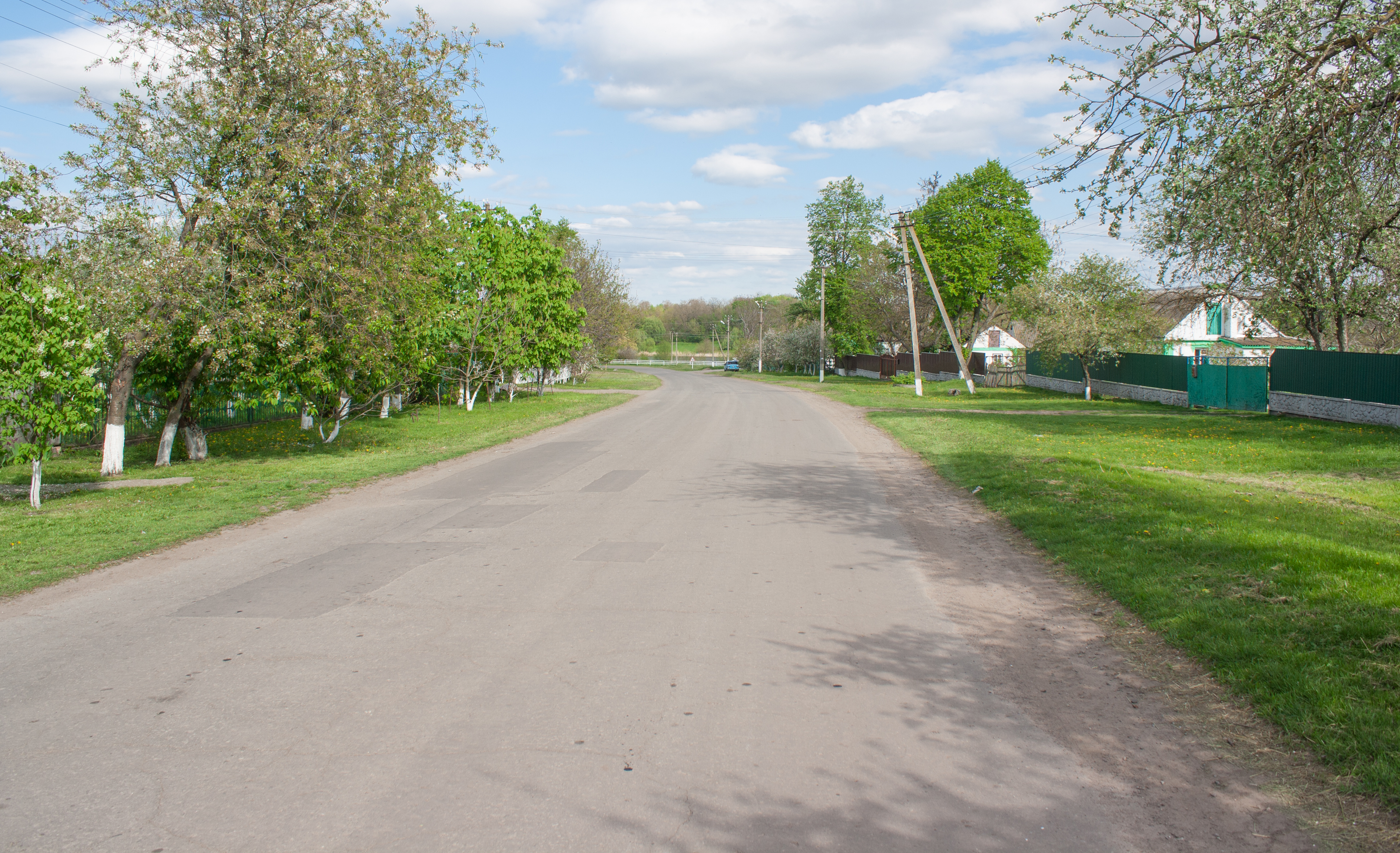
Вулиця Колгоспна
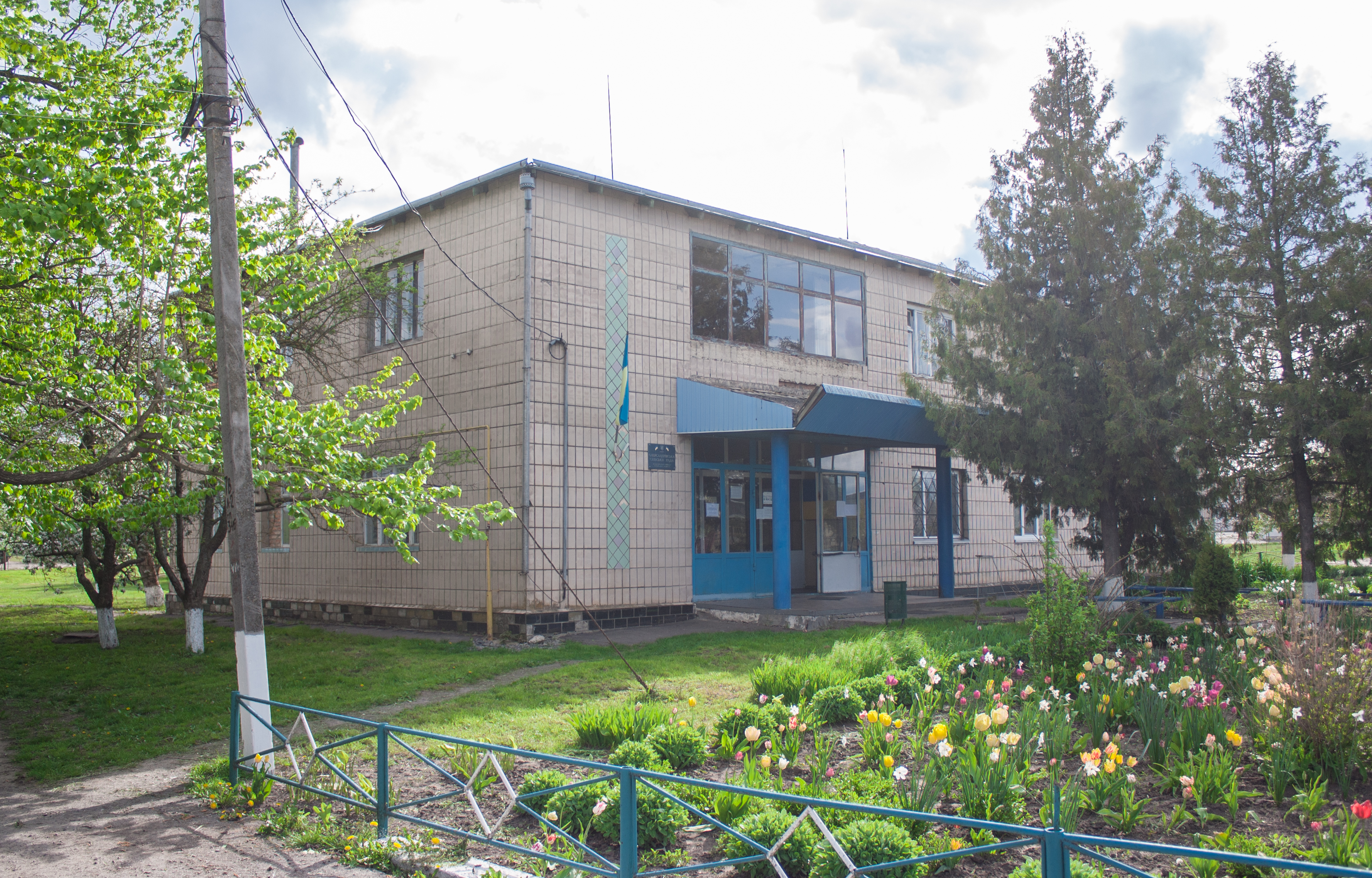
Сільська рада
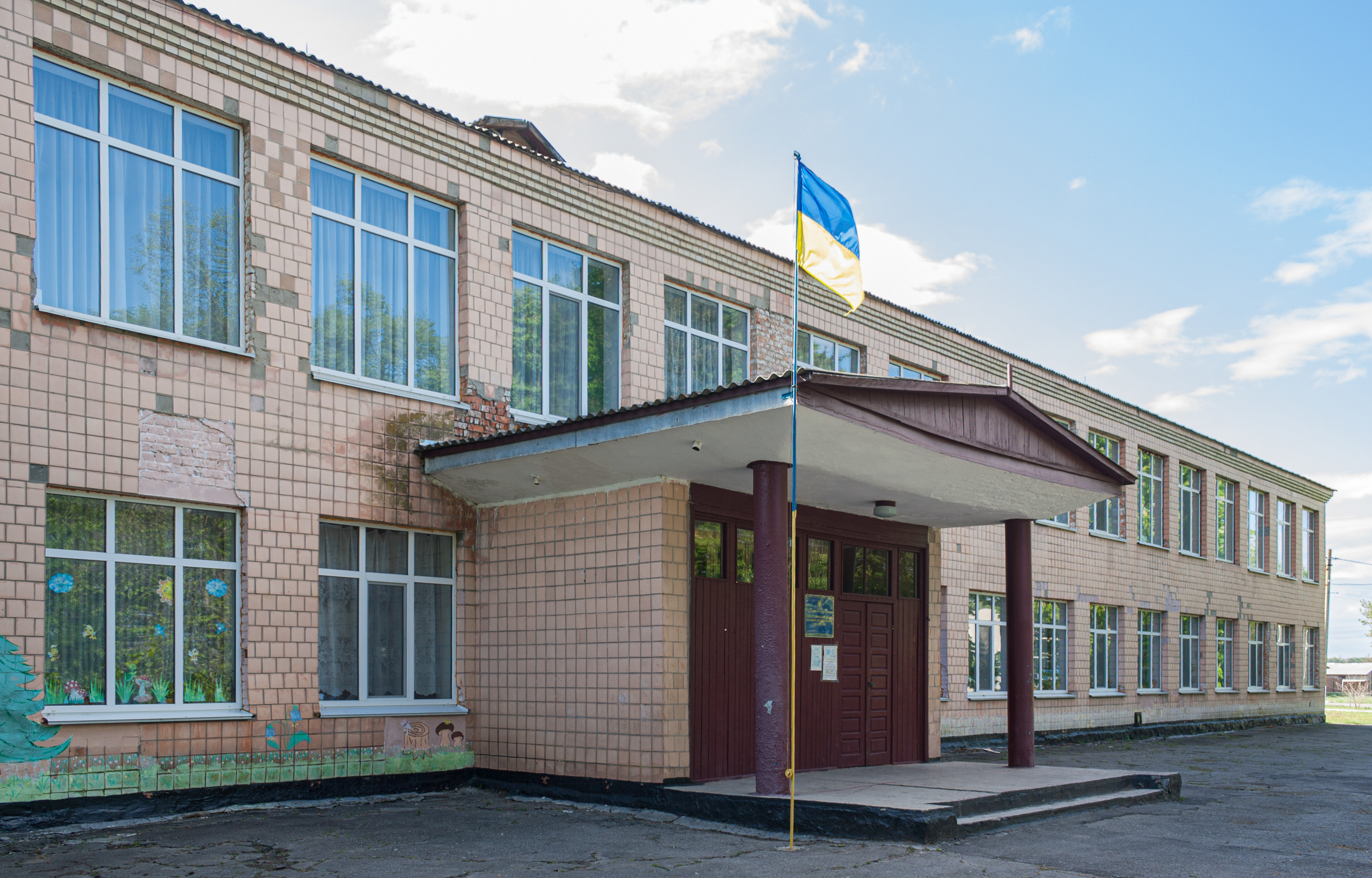
Школа
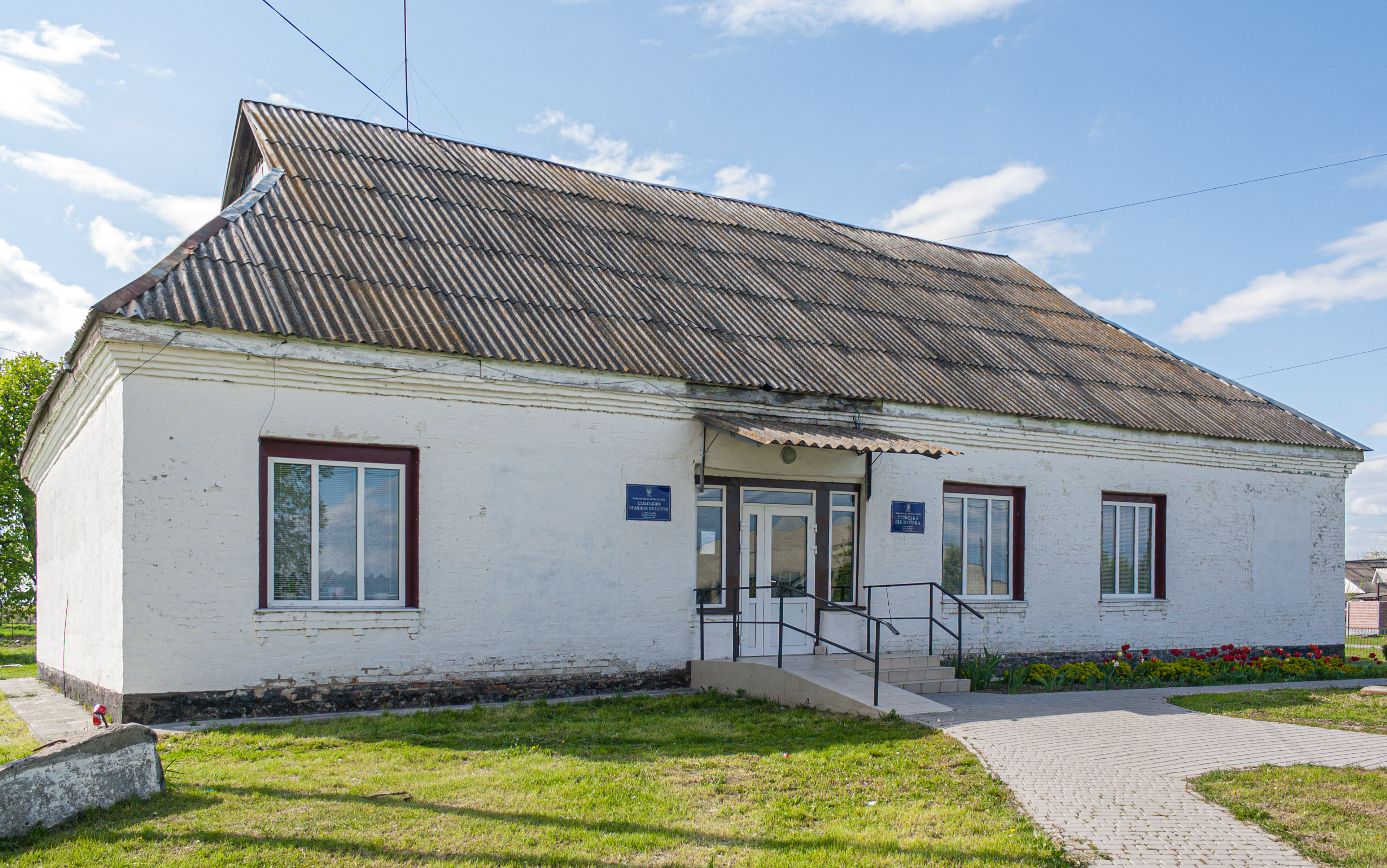
Будинок культури
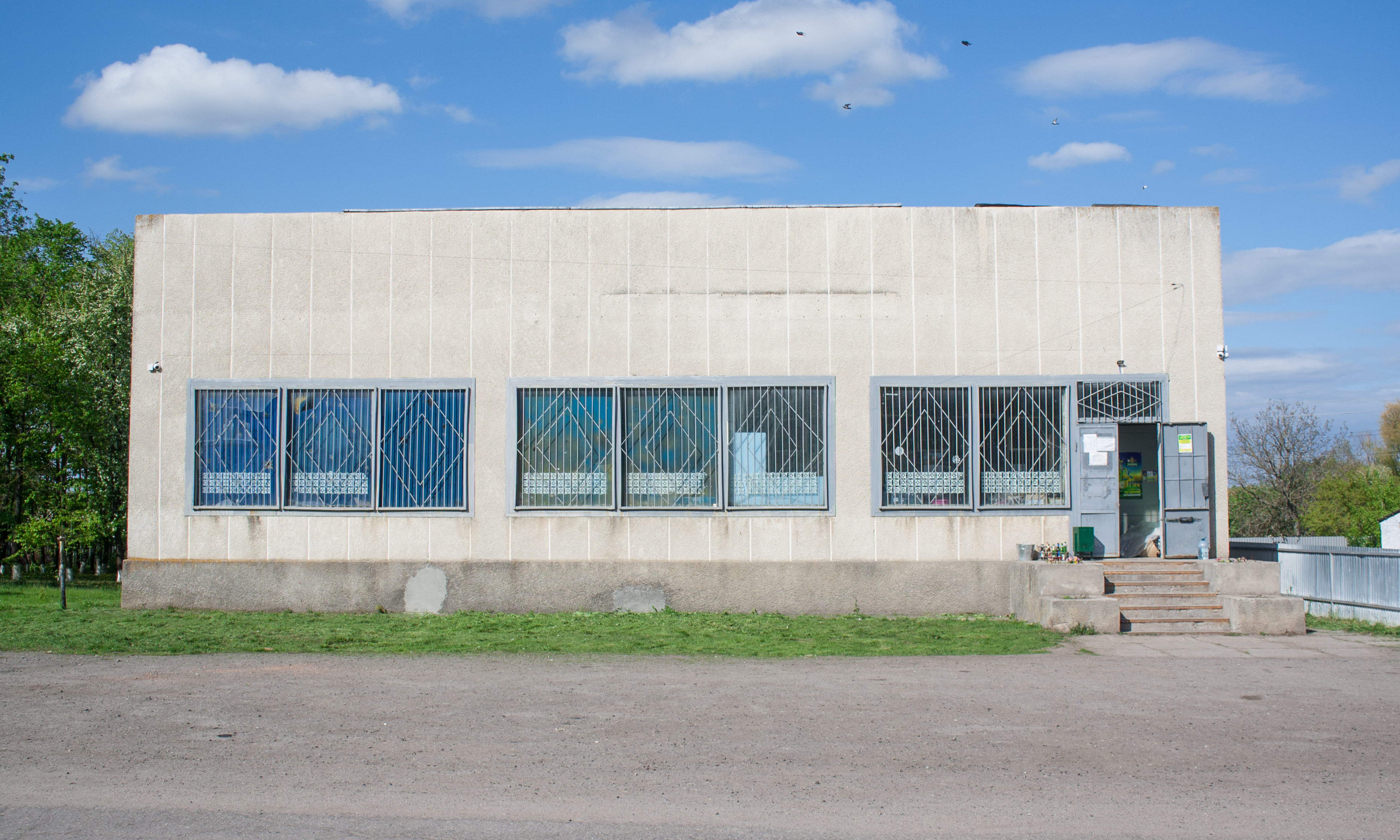
Магазин
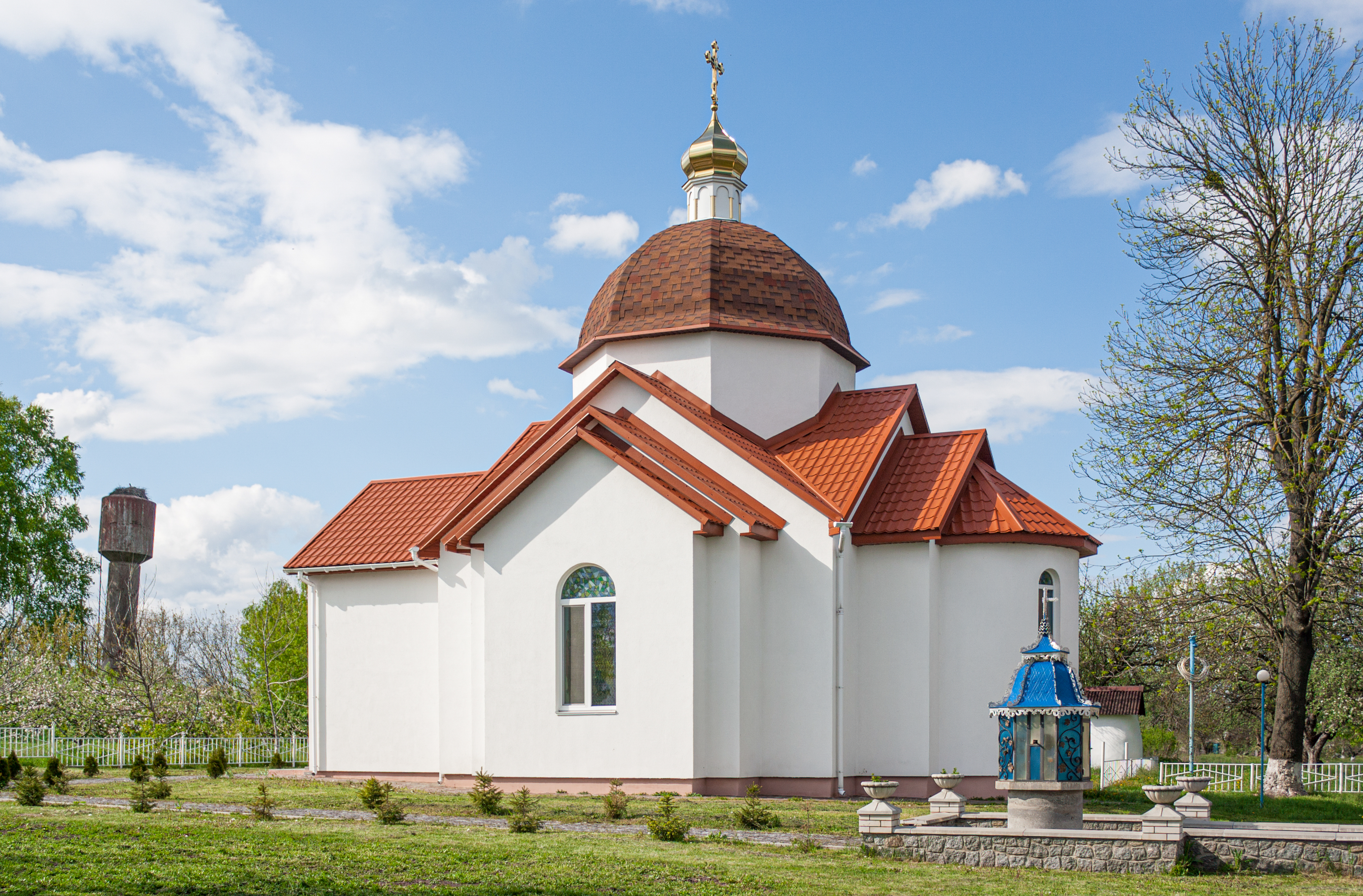
Церква
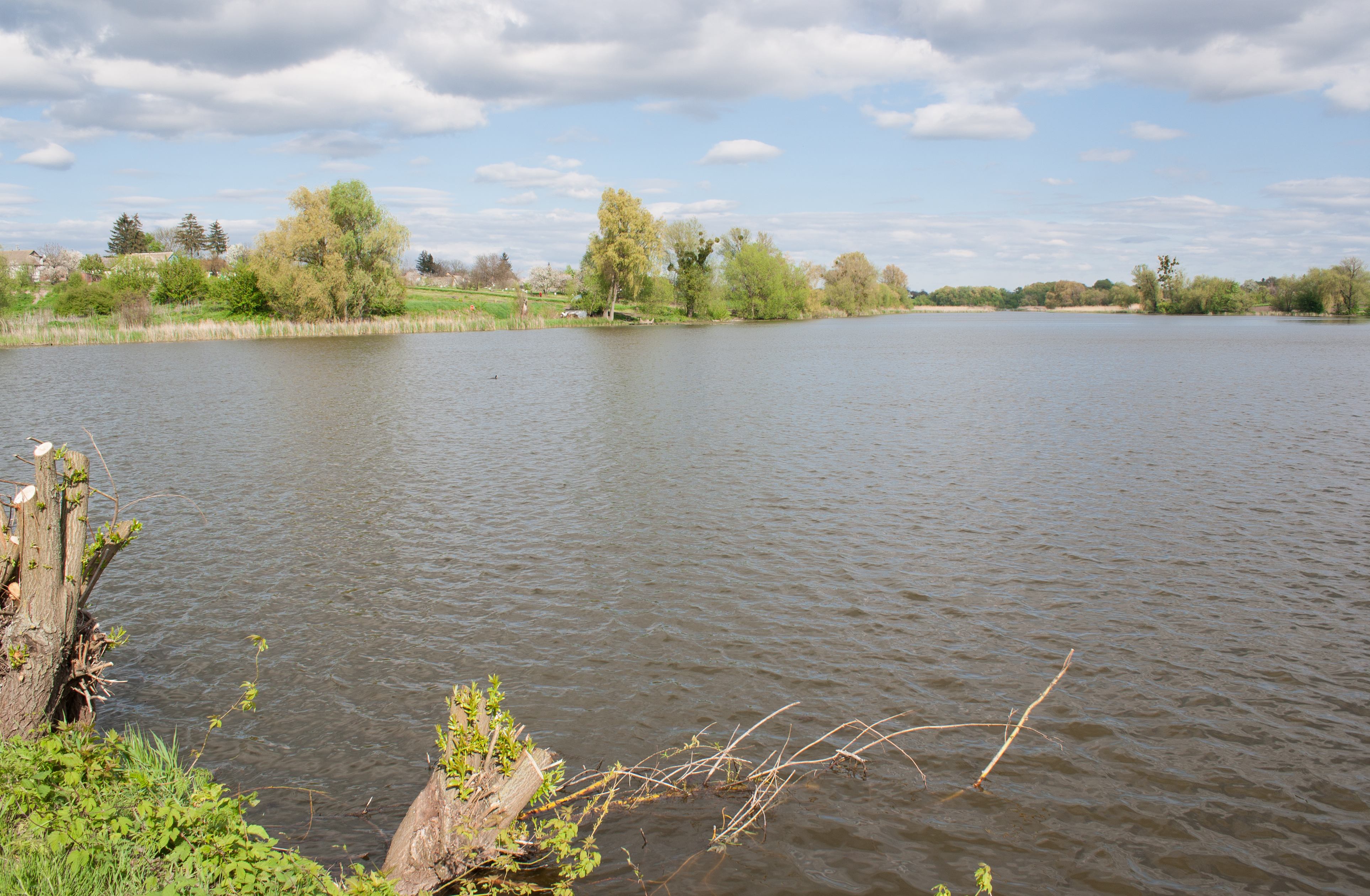
Ставок на річці Молочна
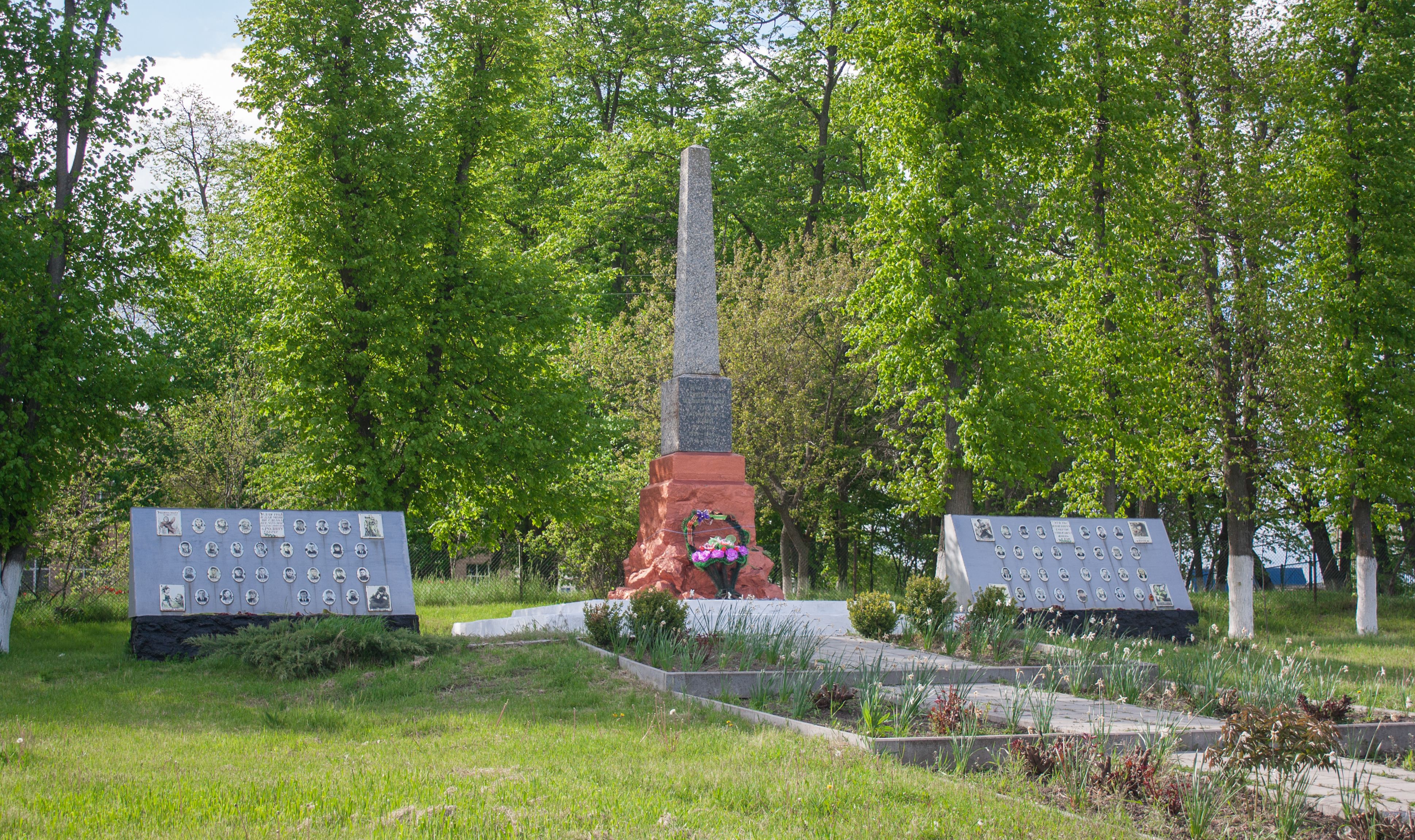
Пам'ятник односельчанам
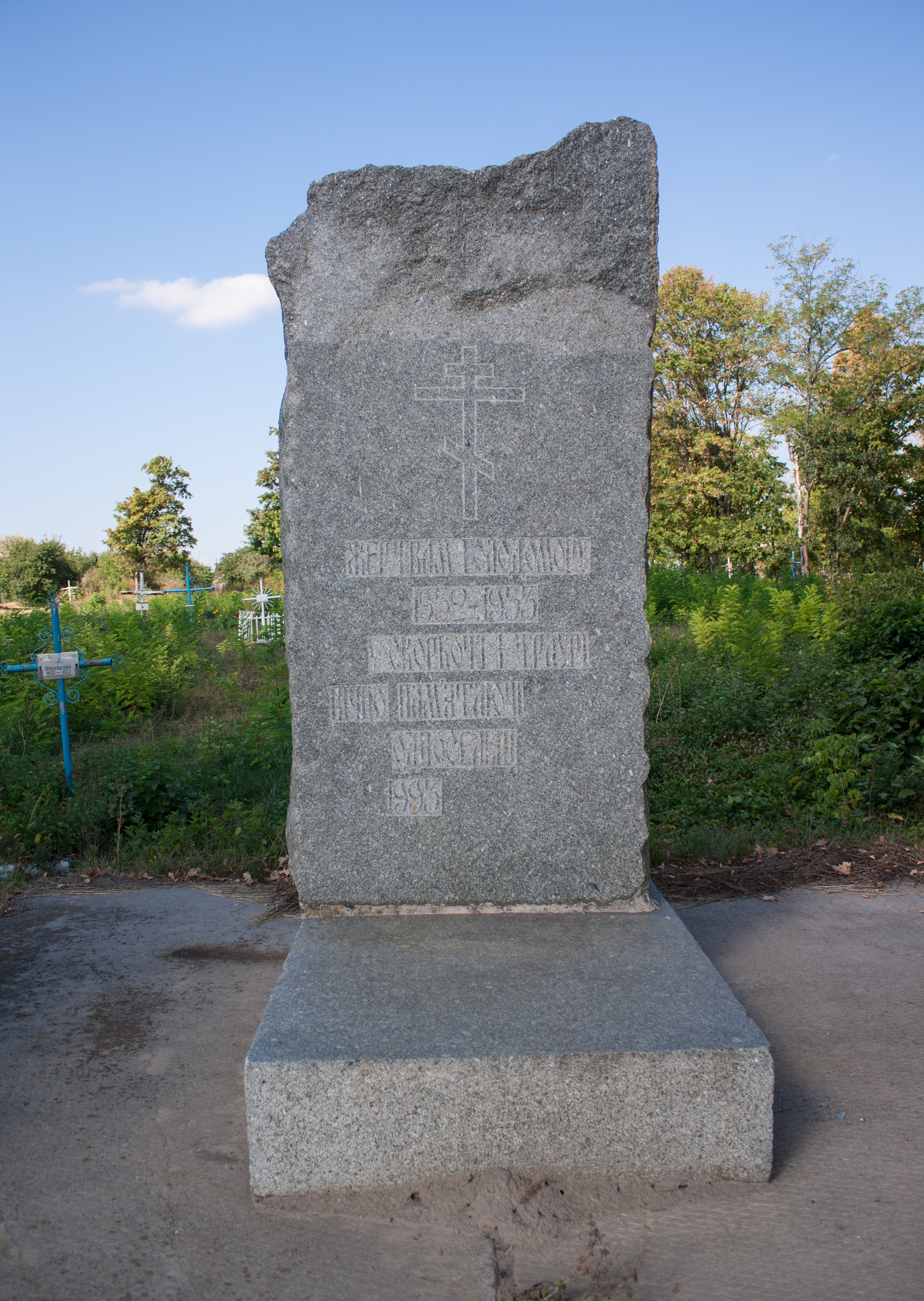
Пам'ятний знак жертвам Голодомору
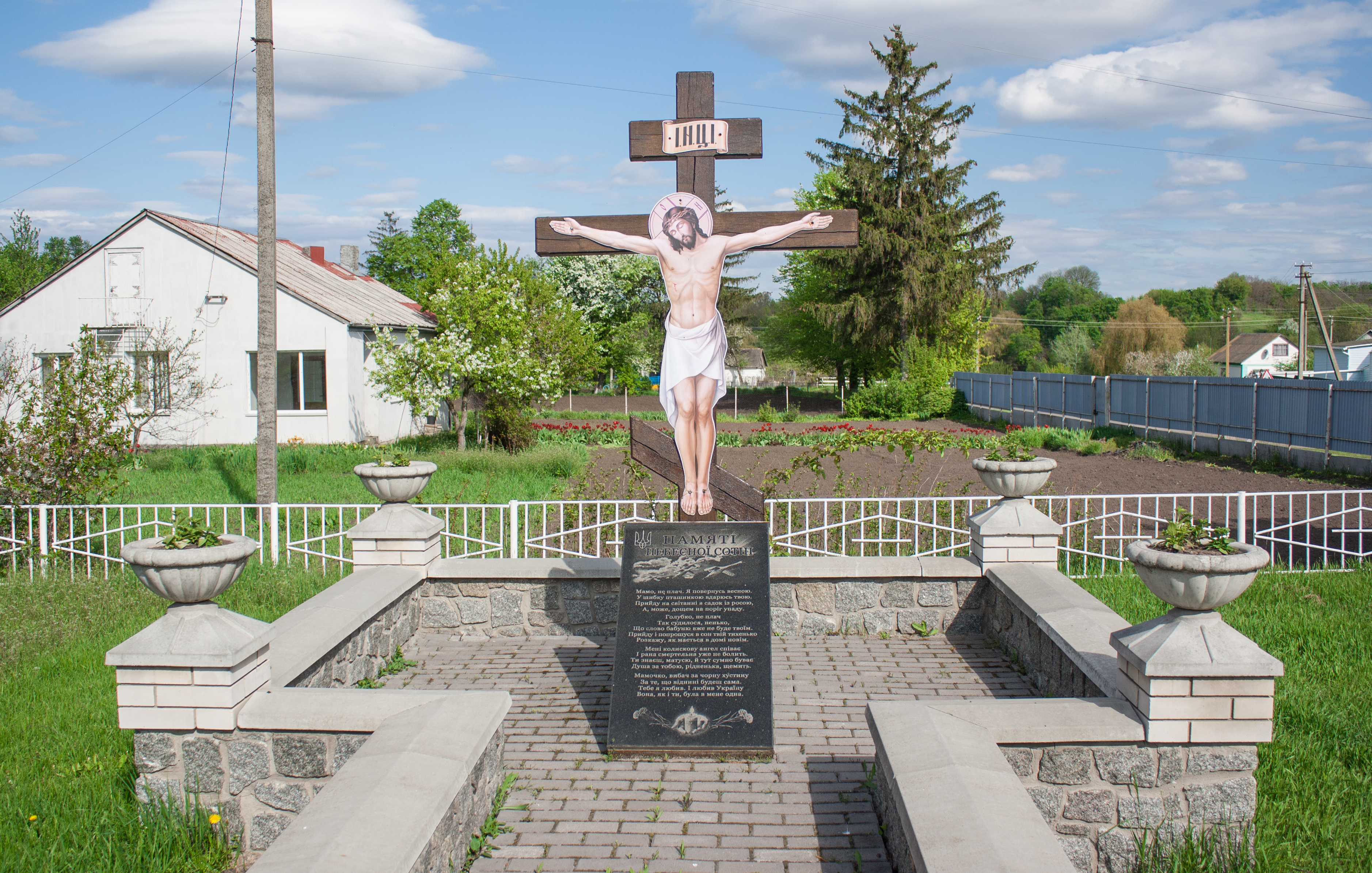
Пам'ятний знак Небесній сотні